# Christiane Zivie-Coche
Christiane Zivie-Coche, née en 1946, est une égyptologue française.

## Biographie
Christiane Zivie-Coche a étudié à Strasbourg et à Paris. Elle obtient un doctorat de 3e cycle à l'EPHE en 1972 et un doctorat ès Lettres à la Sorbonne en 1987.
Elle a tenu divers postes à l’EPHE : chargée de conférences, directrice d’études. Elle a été membre scientifique de l’IFAO de 1973 à 1976, attachée de recherche au CNRS de 1976 à 1981, puis chargée de recherche de 1982 à 1990, et directrice de recherche de 1990 à 1992.
Christiane Zivie-Coche a été consultante auprès du Centre de recherche américain en Égypte dans le cadre d’une fouille sur le site de Gizeh, de 1980 à 1981 et en 1986. Elle a également été membre de la Mission archéologique française du Bubasteion à Saqqarah, de 1980 à 1991, et membre de la Mission française des fouilles de Tanis, de 1969 à 1971 et de 1988 à 2005.

## Thèses

### Rédaction
- 1987 : Autour du temple d'Isis dame des pyramides ou Giza au premier millénaire, sous la direction de Jean Leclant

### Direction
- 1996 : Les animaux et le sacré dans l'Egypte tardive : fonctions et signification, par Alain Charron
- 1996 : Ramsès le dieu et les dieux, ou la théologie politique de Ramsès II, par Colette Manouvrier
- 2000 : Le dieu-fils Harsomtous dans les temples égyptiens d'époque tardive : étude de sa relation avec le dieu-patron du sanctuaire pour définir sa personne et ses fonctions spécifiques en tant que dieu-fils dans et hors du temple d'Edfou, par Emmanuel Louant
- 2001 : Les cultes d'Amon hors de Thèbes : Recherches de géographie religieuse, par Ivan Guermeur
- 2003 : Recherches sur le dieu Montou, par Alain Fortier
- 2011 : Les chapitres du « Livre des morts » dans la cour de la tombe d'Haroua (TT37) : Analyse et comparaison avec les tombes monumentales tardives, par Silvia Einaudi
- 2012 : L'offrande de l’œil-oudjat dans les temples d’Égypte gréco-romaine, par Noémi Villars
- 2013 : Apaiser Hathor : le rite de présentation des sistres à Dendara, par Dorothée Elwart
- 2016 : Les chaouabtis royaux et le développement de l’au-delà égyptien : la royauté et la religion des particuliers, par Cintia Alfieri Gama-Rolland
- 2017 : The coronation ritual of the falcon at Edfu : tradition and innovation in ancient Egyptian ritual composition, par Carina Van den Hoven
- 2019 : Hathor la Menit dans les temples de Dendara et d’Edfou : une étude philologique, iconographique et sémiologique, par Catherine Châtelet

## Publications
- Le Caire. Mille et une villes, coll. « Autrement », février 1985, 257 p. (EAN 9782862600772)
- Giza au premier millénaire. Autour du temple d'Isis, dame des pyramides, Musée des Beaux-Arts (Boston), janvier 1991, 362 p. (EAN 9780878463435)
- Sphinx! le Père la terreur, Agnès Viénot éditions, avril 1997, 146 p. (EAN 9782911606120)
- Hommes et Dieux en Égypte : 3000 a.C. - 395 p.C., Éditions Cybèle, décembre 2006, 491 p. (EAN 9782915840025)
- avec Yousreya Hamed Hanafi, Le Temple de Deir Chelouit : 1-55, Imprimerie nationale, 146 p. (EAN 9782724700251)
- Dieux et Hommes en Égypte, 3000 Av. J-C 395 Apr. J-C, Cybèle, décembre 2006, 493 p. (EAN 9782200313029)
- Tanis, Agnès Viénot éditions, avril 1998, 563 p. (EAN 9782911606243)
- avec Yousreya Hamed Hanafi, Le Temple de Deir Chelouit : 90-157, 208 p. (EAN 9782724700268)
- avec Yousreya Hamed Hanafi, Le Temple de Deir Chelouit : 56-89
- Égypte, Éditions du Seuil, coll. « Points planète », avril 1990, 203 p. (EAN 9782020108904)
- Temple Deir Chelouit IV. Étude architecturale, IFAO, janvier 1992 (EAN 9782724701159)
- La naissance des écritures : Du cunéiforme à l'alphabet  (préf. J.T. Hooker), Éditions du Seuil, novembre 1997, 503 p. (EAN 9782020334532)